# Кирос, Хосе Пабло
Хосе Пабло Кирос Кирос (исп. José Pablo Quirós Quirós; 6 мая 1905, Сан-Хосе, Коста-Рика — 24 февраля 1988, там же) — коста-риканский дипломат, и. о. министра иностранных дел Коста-Рики (1953).

## Биография
Сын президента Коста-Рики Хуана Баутисты Кироса Сегуры (1919).
В 1947—1948 годах — почётный вице-консул Коста-Рики в Буэнос-Айресе.
В 1950 году поступил на дипломатическую службу. Был старшим офицером Министерства иностранных дел, заместителем министра иностранных дел:
- 1950 год — главный секретарь Министерства иностранных дел и культа, заместитель Министра,
- 1953 годы — и. о. министра иностранных дел,
- 1953—1954 и 1962 годы — посол в Колумбии,
- 1954 год — посол в Венесуэле,
- 1954—1955 годы — посол в Гватемале,
- 1955—1958 годы — посол в Перу,
- 1958—1960 годы — посол в Панаме,
- 1960—1961 годы — посол на Кубе,
- 1962 −1963 годы — посол в Никарагуа,
- 1964—1966 годы — посол в Бразилии,
- 1971—1973 годы — посол в Доминиканской Республики и на Ямайке (по совместительству), в 1972—1973 годы — в Гаити (по совместительству).